# Iwabuchi Mana
Iwabuchi Mana (岩渕 真奈, sinh ngày 18 tháng 3 năm 1993) là một cầu thủ bóng đá nữ người Nhật Bản hiện đang thi đấu ở vị trí tiền đạo hoặc tiền vệ tấn công cho Arsenal và đội tuyển quốc gia Nhật Bản.

## Đội tuyển bóng đá nữ quốc gia Nhật Bản
Iwabuchi Mana thi đấu cho đội tuyển bóng đá nữ quốc gia Nhật Bản.

## Thống kê sự nghiệp
| Nhật Bản  | Nhật Bản | Nhật Bản |
| Năm       | Trận     | Bàn      |
| --------- | -------- | -------- |
| 2010      | 3        | 2        |
| 2011      | 8        | 0        |
| 2012      | 4        | 0        |
| 2013      | 5        | 0        |
| 2014      | 5        | 1        |
| 2015      | 5        | 1        |
| 2016      | 7        | 4        |
| 2017      | 6        | 3        |
| 2018      | 18       | 9        |
| 2019      | 4        | 1        |
| Tổng cộng | 65       | 21       |

| #  | Ngày                 | Địa điểm                                               | Đối thủ           | Bàn thắng | Kết quả | Giải đấu                                                    |
| -- | -------------------- | ------------------------------------------------------ | ----------------- | --------- | ------- | ----------------------------------------------------------- |
| 1  | 11 tháng 2 năm 2010  | Sân vận động Quốc gia, Tokyo, Nhật Bản                 | Đài Bắc Trung Hoa | 1–0       | 3–0     | Giải vô địch bóng đá nữ Đông Á 2010                         |
| 2  | 11 tháng 2 năm 2010  | Sân vận động Quốc gia, Tokyo, Nhật Bản                 | Đài Bắc Trung Hoa | 2–0       | 3–0     | Giải vô địch bóng đá nữ Đông Á 2010                         |
| 3  | 7 tháng 3 năm 2014   | Sân vận động Thành phố Bela Vista, Parchal, Bồ Đào Nha | Đan Mạch          | 1–0       | 1–0     | Cúp Algarve 2014                                            |
| 4  | 27 tháng 6 năm 2015  | Sân vận động Commonwealth, Edmonton, Canada            | Úc                | 1–0       | 1–0     | Giải vô địch bóng đá nữ thế giới 2015                       |
| 5  | 2 tháng 3 năm 2016   | Sân vận động Kincho, Ōsaka, Nhật Bản                   | Hàn Quốc          | 1–0       | 1–1     | Vòng loại bóng đá nữ Thế vận hội Mùa hè 2016 khu vực châu Á |
| 6  | 7 tháng 3 năm 2016   | Sân vận động Kincho, Ōsaka, Nhật Bản                   | Việt Nam          | 1–0       | 6–1     | Vòng loại bóng đá nữ Thế vận hội Mùa hè 2016 khu vực châu Á |
| 7  | 9 tháng 3 năm 2016   | Sân vận động Kincho, Ōsaka, Nhật Bản                   | CHDCND Triều Tiên | 1–0       | 1–0     | Vòng loại bóng đá nữ Thế vận hội Mùa hè 2016 khu vực châu Á |
| 8  | 2 tháng 6 năm 2016   | Dick's Sporting Goods Park, Commerce City, Hoa Kỳ      | Hoa Kỳ            | 1–0       | 3–3     | Giao hữu                                                    |
| 9  | 24 tháng 11 năm 2017 | Sân vận động Quốc vương Abdullah II, Amman, Jordan     | Jordan            | 1–0       | 2–0     | Giao hữu                                                    |
| 10 | 24 tháng 11 năm 2017 | Sân vận động Quốc vương Abdullah II, Amman, Jordan     | Jordan            | 2–0       | 2–0     | Giao hữu                                                    |
| 11 | 8 tháng 12 năm 2017  | Sân vận động bóng đá Soga Chiba, Chiba, Nhật Bản       | Hàn Quốc          | 3–2       | 3–2     | Giải vô địch bóng đá nữ Đông Á 2017                         |
| 12 | 28 tháng 2 năm 2018  | Sân vận động Thành phố Bela Vista, Parchal, Bồ Đào Nha | Hà Lan            | 2–6       | 2–6     | Cúp Algarve 2018                                            |
| 13 | 5 tháng 3 năm 2018   | Sân vận động Algarve, Faro, Bồ Đào Nha                 | Đan Mạch          | 2–0       | 2–0     | Cúp Algarve 2018                                            |
| 14 | 1 tháng 4 năm 2018   | Sân vận động Transcosmos Nagasaki, Isahaya, Nhật Bản   | Ghana             | 2–1       | 7–1     | Giao hữu                                                    |
| 15 | 7 tháng 4 năm 2018   | Sân vận động Quốc vương Abdullah II, Amman, Jordan     | Việt Nam          | 3–0       | 4–0     | Cúp bóng đá nữ châu Á 2018                                  |
| 16 | 17 tháng 4 năm 2018  | Sân vận động Quốc vương Abdullah II, Amman, Jordan     | Trung Quốc        | 1–0       | 3–1     | Cúp bóng đá nữ châu Á 2018                                  |
| 17 | 16 tháng 8 năm 2018  | Sân vận động Bumi Sriwijaya, Palembang, Indonesia      | Thái Lan          | 1–0       | 2–0     | Đại hội Thể thao châu Á 2018                                |
| 18 | 25 tháng 8 năm 2018  | Sân vận động Gelora Sriwijaya, Palembang, Indonesia    | CHDCND Triều Tiên | 1–0       | 2–1     | Đại hội Thể thao châu Á 2018                                |
| 19 | 11 tháng 11 năm 2018 | Sân vận động Tottori Bank Bird, Tottori, Nhật Bản      | Na Uy             | 2–0       | 4–1     | Giao hữu                                                    |
| 20 | 11 tháng 11 năm 2018 | Sân vận động Tottori Bank Bird, Tottori, Nhật Bản      | Na Uy             | 3–0       | 4–1     | Giao hữu                                                    |
| 21 | 14 tháng 6 năm 2019  | Roazhon Park, Rennes, Pháp                             | Scotland          | 1–0       | 2–1     | Giải vô địch bóng đá nữ thế giới 2019                       |
| 22 | 6 tháng 10 năm 2019  | Sân vận động IAI Nihondaira, Shizuoka, Nhật Bản        | Canada            | 1–0       | 4–0     | Giao hữu                                                    |
| 23 | 11 tháng 12 năm 2019 | Sân vận động chính Asiad Busan, Busan, Hàn Quốc        | Đài Bắc Trung Hoa | 1–0       | 9–0     | Cúp bóng đá Đông Á 2019                                     |
| 24 | 11 tháng 12 năm 2019 | Sân vận động chính Asiad Busan, Busan, Hàn Quốc        | Đài Bắc Trung Hoa | 8–0       | 9–0     | Cúp bóng đá Đông Á 2019                                     |
| 25 | 14 tháng 12 năm 2019 | Sân vận động Busan Gudeok, Busan, Hàn Quốc             | Trung Quốc        | 1–0       | 3–0     | Cúp bóng đá Đông Á 2019                                     |
| 26 | 14 tháng 12 năm 2019 | Sân vận động Busan Gudeok, Busan, Hàn Quốc             | Trung Quốc        | 2–0       | 3–0     | Cúp bóng đá Đông Á 2019                                     |
| 27 | 14 tháng 12 năm 2019 | Sân vận động Busan Gudeok, Busan, Hàn Quốc             | Trung Quốc        | 3–0       | 3–0     | Cúp bóng đá Đông Á 2019                                     |
| 28 | 5 tháng 3 năm 2020   | Sân vận động Exploria, Orlando, Hoa Kỳ                 | Spain             | 1–1       | 1–3     | SheBelieves Cup 2020                                        |
| 29 | 11 tháng 3 năm 2020  | Sân vận động Toyota, Frisco, Hoa Kỳ                    | United States     | 1–2       | 1–3     | SheBelieves Cup 2020                                        |
| 30 | 8 tháng 4 năm 2021   | Sân vận động Yurtec Sendai, Sendai, Nhật Bản           | Paraguay          | 2–0       | 7–0     | Giao hữu                                                    |
| 31 | 8 tháng 4 năm 2021   | Sân vận động Yurtec Sendai, Sendai, Nhật Bản           | Paraguay          | 5–0       | 7–0     | Giao hữu                                                    |
| 32 | 10 tháng 6 năm 2021  | Sân vận động Edion Hiroshima, Hiroshima, Nhật Bản      | Ukraine           | 2–0       | 8–0     | Giao hữu                                                    |
| 33 | 10 tháng 6 năm 2021  | Sân vận động Edion Hiroshima, Hiroshima, Nhật Bản      | Ukraine           | 5–0       | 8–0     | Giao hữu                                                    |
| 32 | 13 tháng 6 năm 2021  | Sân vận động Kanseki Tochigi, Utsunomiya, Nhật Bản     | Mexico            | 1–0       | 5–1     | Giao hữu                                                    |
| 33 | 14 tháng 7 năm 2021  | Sân vận động Sanga, Kyōto, Nhật Bản                    | Australia         | 1–0       | 1–0     | MS&AD CUP 2021                                              |
| 34 | 21 tháng 7 năm 2021  | Sapporo Dome, Sapporo, Nhật Bản                        | Canada            | 1–1       | 1–1     | Thế vận hội Mùa hè 2020                                     |